# Krasny (rejon homelski)
Krasny (biał. Красны; ros. Красный) – osiedle na Białorusi, w obwodzie homelskim, w rejonie homelskim, w sielsowiecie Hrabauka.